# Union paneuropéenne internationale

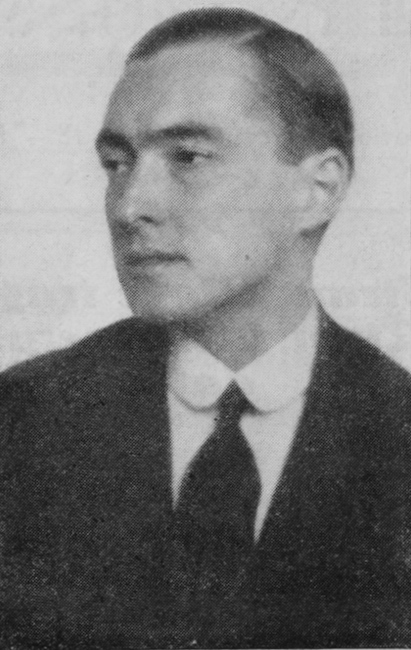
Le comte Coudenhove-Kalergi en 1926.

Pour les articles homonymes, voir UPI.
L'Union paneuropéenne internationale (UPI) est une association fondée au lendemain de la Première Guerre mondiale, en 1926 à Vienne, par le comte Richard Coudenhove-Kalergi qui a publié en 1923 son livre-manifeste Paneuropa où il préconise la création d'une union des États européens, union qui lui semble le seul moyen d'éviter que se reproduise la catastrophe de 14-18 : « L'Europe, dans son morcellement politique et économique, peut-elle assurer sa paix et son indépendance face aux puissances mondiales extra-européennes qui sont en pleine croissance ? »

## Emblème et devise

Nouveau drapeau de l'Union paneuropéenne internationale.

Drapeau original de l'Union paneuropéenne (1923).

Homme cosmopolite et lettré, convaincu de l'unité de la civilisation européenne, le comte Coudenhove-Kalergi choisit comme emblème de la Pan-Europe une croix rouge sur un disque d'or.
Il en donne la signification dans son ouvrage Paneuropa (octobre 1923) : « La croix rouge des croisades du Moyen Âge est le symbole le plus ancien d'une union européenne supranationale. Aujourd'hui, elle est l'emblème de l'humanitarisme international. Le soleil figure l'esprit européen dont le rayonnement éclaire le monde entier ». Le soleil est aussi interprété comme étant le symbole d'Apollon, référence à l'influence culturelle de la Grèce antique sur l'évolution de la civilisation européenne. Les civilisations grecque et chrétienne, considérées comme les « fondements durables de la culture européenne », sont ainsi mêlées symboliquement à travers « la croix du Christ sur le soleil d'Apollon ».
La devise du mouvement (attribuée à Saint Augustin, mais provenant plus probablement de Peter Meiderlin[réf. nécessaire]), est la suivante : « In necessariis unitas - in dubiis libertas - in omnibus caritas » (généralement traduite par « unité dans les choses nécessaires ; liberté dans les choses douteuses ; amour en toutes choses »).

## Historique
Coudenhove-Kalergi fonde l'Union paneuropéenne à Vienne dès 1922. Après la publication de son ouvrage Paneuropa en 1923, il bénéficie du soutien du gouvernement autrichien ainsi que de celui, discret, du président tchèque Tomáš Masaryk. Le chancelier autrichien Ignaz Seipel facilite l'organisation du Bureau central de l'Union paneuropéenne à Vienne.
Connaissant très vite un vif succès, les idées de Coudenhove-Kalergi inspirent très directement Aristide Briand dans les années 1920 qui accepte pour sa part la présidence d'honneur du mouvement paneuropéen en France, tandis que le président exécutif de la section française est son collaborateur Louis Loucheur. Mais l'arrivée du national-socialisme en Allemagne, conjuguée aux effets du traité de Versailles qui prétendait, au lendemain de la Première Guerre mondiale, dessiner une Europe nouvelle, ruine provisoirement les efforts de Coudenhove-Kalergi.
Après la victoire des Alliés, Coudenhove-Kalergi est l'inspirateur du Conseil de l'Europe qui est créé en 1949. De nationalité française depuis 1939, il poursuit avec Charles de Gaulle une correspondance entreprise durant la guerre, ce qui aboutit en 1960 à la création du Comité français pour l'Union paneuropéenne (CFUP). On trouvera à sa création Georges Pompidou comme trésorier et Alain Peyrefitte comme Secrétaire général.
Rénové au début des années 1990, le CFUP, qui avait été présidé, après Louis Terrenoire, par Raymond Triboulet, Michel Habib-Deloncle et Michel Cointat, prend l'appellation de PanEurope France. Il sera par la suite présidé par Yvon Bourges (1993-2000), Hervé Gaymard (2000-2002) et Alain Terrenoire (2003-2013). En 2013, PanEurope France devient l'Union paneuropéenne de France (UPF). Après une courte présidence du député européen Arnaud Danjean (2013), Alexis Bautzmann est nommé président en mai 2013. Le sénateur Jean Bizet, président de la Commission des affaires européennes au Sénat, lui succède en mai 2015.
Participant activement aux travaux de l'Union paneuropéenne internationale dont le président, après la disparition de Richard Coudenhove-Kalergi en 1972, fut Otto de Habsbourg-Lorraine et depuis fin 2004, Alain Terrenoire, et qui compte aujourd'hui, de l'Atlantique à la Baltique, près de trente organisations nationales, l’Union paneuropéenne de France (UPF) poursuit son action pour l'élargissement de l'Union européenne, pour une réforme des institutions, et défend l'idée d'une Europe politique.

## Présidents de l'Union paneuropéenne internationale (UPI)
1. 🇨🇿 🇫🇷 Richard Coudenhove-Kalergi (1926-1972)
2. 🇩🇪 Otto de Habsbourg-Lorraine (1973[note 2]-2004)
3. 🇫🇷 Alain Terrenoire (2004-2025)
4. 🇭🇷 Pavo Barišić (depuis février 2025)[8],[9]

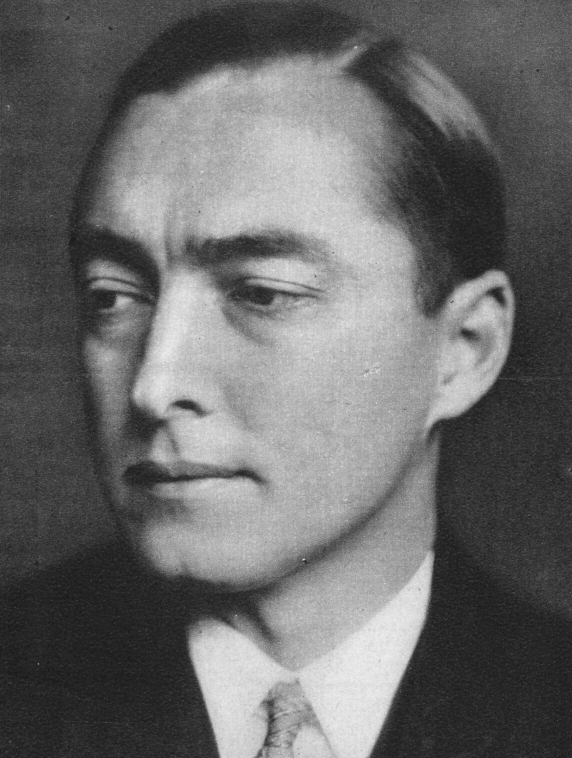
Richard Coudenhove-Kalergi (1926-1972).
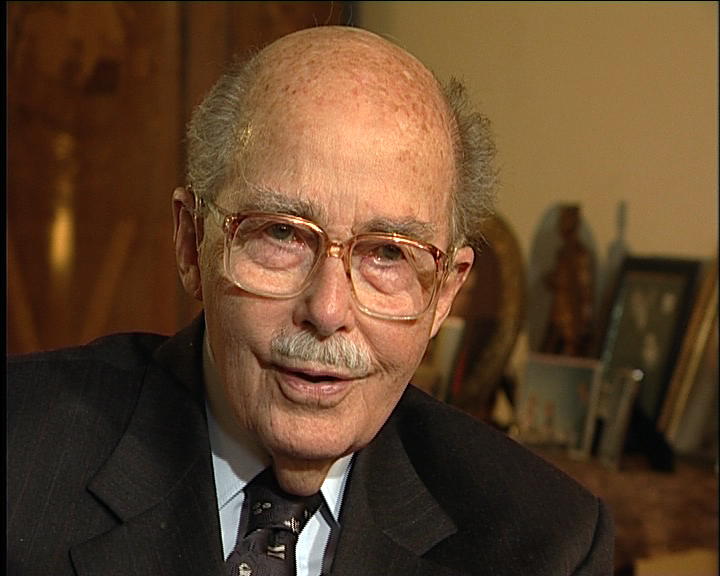
Otto de Habsbourg-Lorraine (1973-2004).
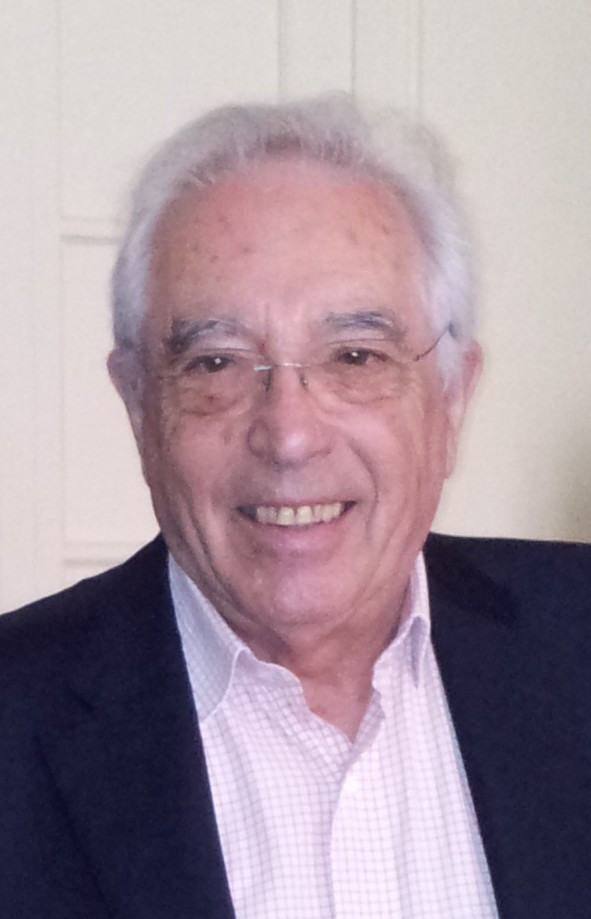
Alain Terrenoire (2004-2025).
Pavo Barišić (depuis 2025).

## Pièces commémoratives
En 1972 a eu lieu la frappe des trois pièces commémorant le cinquantenaire de l'Union paneuropéenne. Trois pièces en argent représentant Napoléon Bonaparte, Charles Quint et Charlemagne respectivement d'une valeur faciale de 5, 2 et 1 ÉCU.

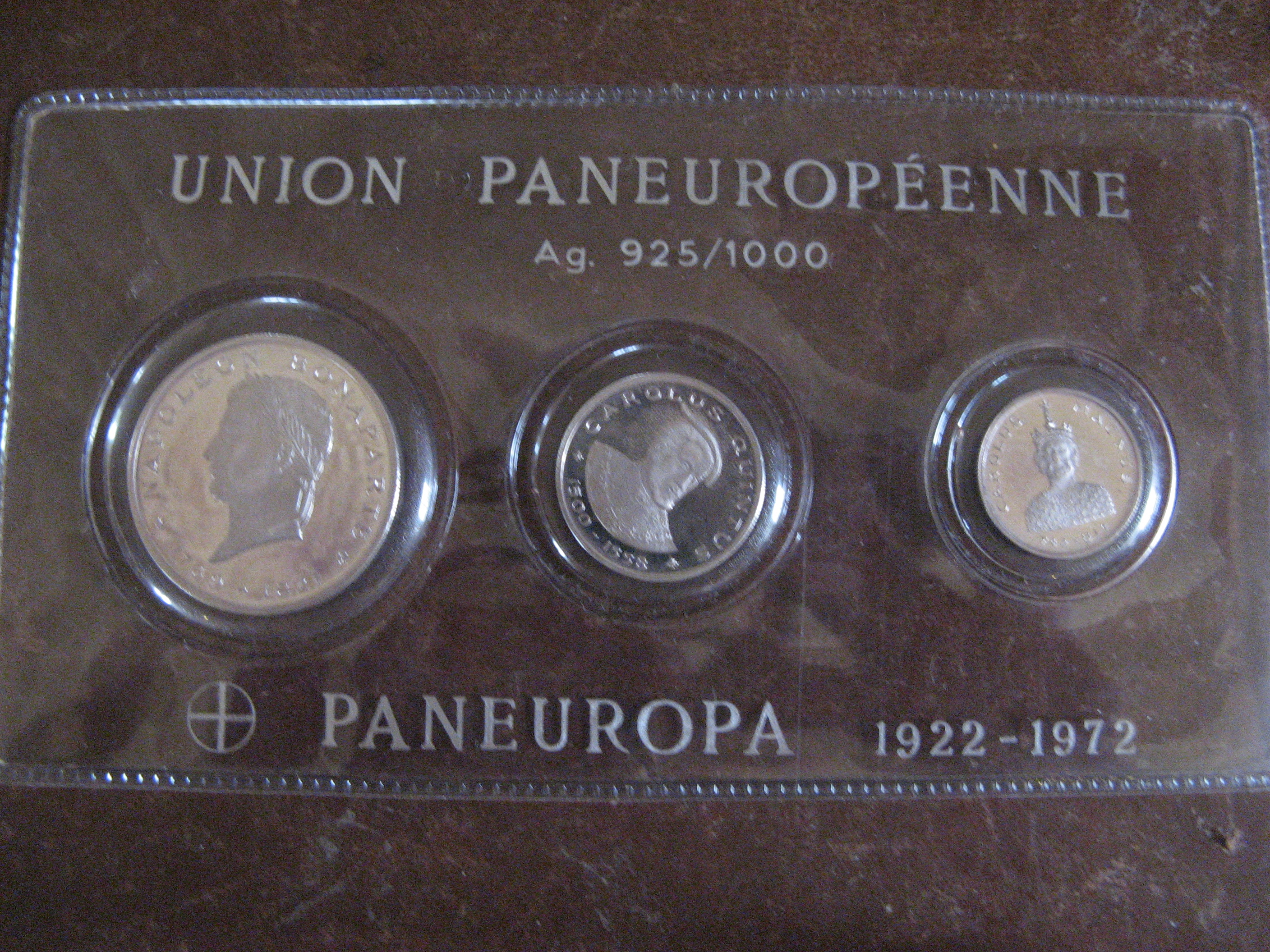
Argent 925/1000. Effigie de Napoléon Bonaparte, Charles Quint et Charlemagne. 5, 2, et 1 ÉCU.